# Digitaria fujianensis
Digitaria fujianensis är en gräsart som först beskrevs av Tcheng Ngo Liou, och fick sitt nu gällande namn av Sylvia Mabel Phillips och Shou Liang Chen. Digitaria fujianensis ingår i släktet fingerhirser, och familjen gräs. Inga underarter finns listade i Catalogue of Life.